# Трансмиссивная венерическая опухоль собак

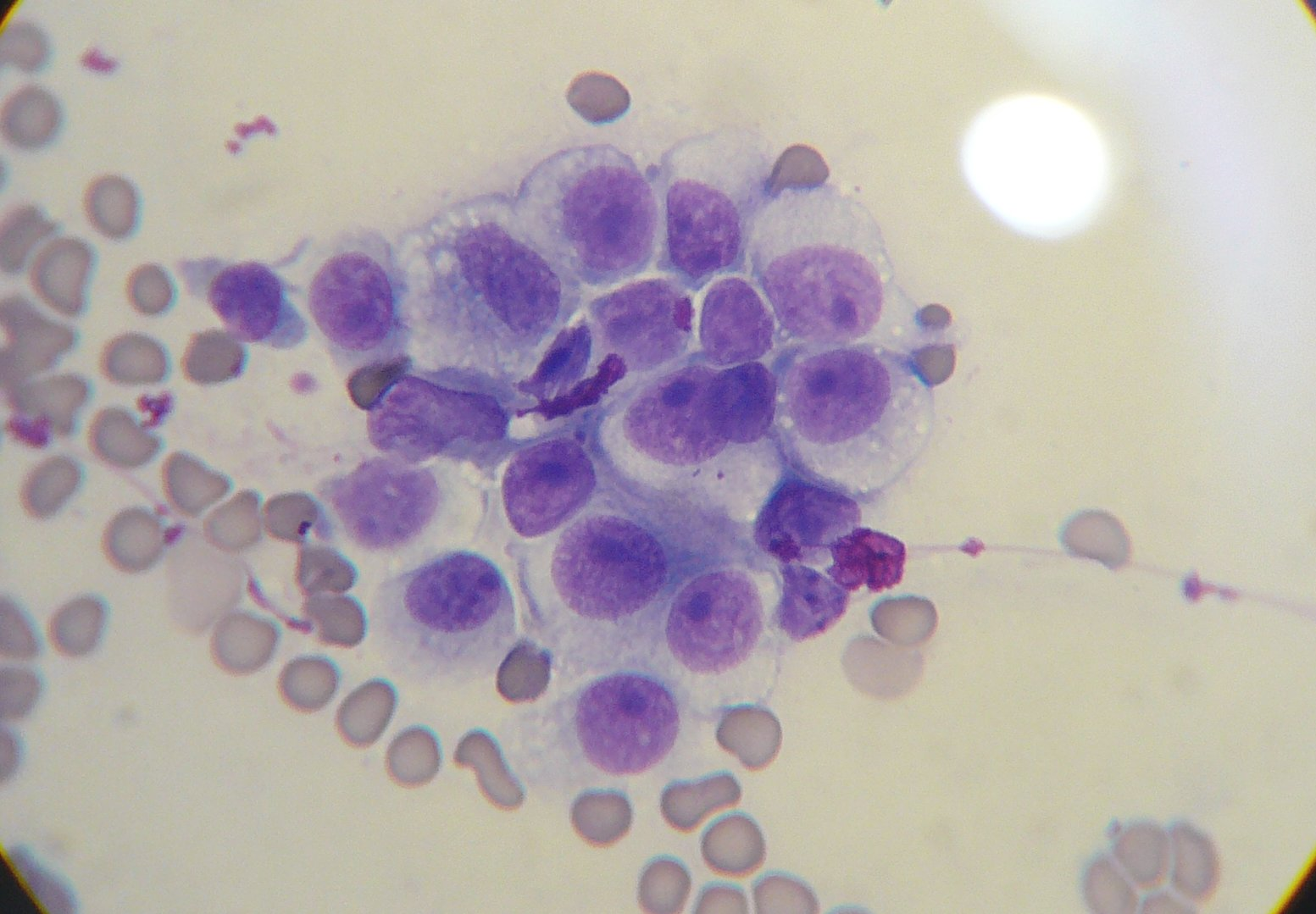
Клетки трансмиссивной венерической опухоли собак

Трансмисси́вная венери́ческая о́пухоль соба́к (англ. canine transmissible venereal tumor, CTVT; Canine transmissible venereal sarcoma, CTVS) — трансмиссивная гистиоцитная опухоль наружных половых органов собак и других псовых. Опухолевые клетки передаются между животными половым путём. Данная болезнь относится к категории трансмиссивных злокачественных опухолей, примером которых является лицевая опухоль тасманского дьявола.
Инфекционным агентом являются сами опухолевые клетки, генетически отличные от заражённого животного. Геном этих клеток изначально был близок к геному псовых (вероятно, он эволюционировал от генома собаки, волка либо койота), однако впоследствии они стали одноклеточными патогенами, размножающимися бесполым путём и передающимися при половом контакте. Анализ последовательностей геномов этих клеток даёт основания предполагать, что они отделились от псовых более 6 тысяч лет назад, и, возможно, значительно ранее. При этом последний общий предок современных опухолей, вероятно, существовал от 200 до 2500 лет назад.
Впервые болезнь описана в 1876 году российским ветеринаром М. А. Новинским (1841—1914). Он продемонстрировал передачу болезни при переносе опухолевых клеток от больной собаки к здоровой.

## Биология
Трансмиссивная венерическая опухоль собаки представляет собой гистиоцитную опухоль, которая может передаваться от особи к особи при половом контакте. Представление об этой опухоли как о передающемся аллотрансплантанте основано на трёх важных наблюдениях. Во-первых, экспериментально передать опухоль от одной особи к другой можно только посредством пересадки живых опухолевых клеток, а не мёртвых клеток или клеточных фильтратов. Во-вторых, кариотип опухолевых клеток анеуплоиден, однако содержит характерные маркерные хромосомы, имеющиеся у опухолевых клеток, собранных из различных географических областей. В-третьих, во всех исследованных к настоящему моменту клетках CTVT имелась вставка мобильного элемента LINE-1 рядом с геном c-myc, которая может служить диагностическим маркером принадлежности опухолевых клеток к CTVT. 
Клетки CTVT имеют меньше хромосом, чем нормальные клетки собаки: 57—64 вместо 78, при этом хромосомы значительно отличаются по структуре. Все хромосомы собаки, за исключением X- и Y-хромосом, являются акроцентрическими (то есть их центромера располагается очень близко к концу), в то время как многие хромосомы CTVT являются метацентрическими и субметацентрическими (их центромеры располагаются ближе к средней части). Нет никаких свидетельств, говорящих в пользу того, что CTVT вызывается вирусами или агентами, похожими на вирусы. Инфекционным агентом CTVT является сама опухолевая клетка, и опухоли имеют клональное происхождение. Близость геномов клеток всех опухолей CTVT говорит о том, что эти опухоли не являются результатом отдельных раковых преобразований, происходящих у различных особей. Вместо этого злокачественные опухолевые клетки передаются от одной особи к другой.
Трансмиссивная венерическая опухоль часто встречается у взрослых собак, живущих в тропическом или субтропическом климате. Болезнь передаётся от собаки к собаке при половом акте, но также может передаваться другим видам псовых, например, лисам и койотам. Обычный цикл развития CTVT включает следующие этапы: начальный рост опухоли в течение 4—6 месяцев (фаза P), стабильная фаза, фаза регрессии (фаза R). Таким образом, CTVT редко приводит к летальному исходу. Опухоли метастазируют редко, примерно в 5 % случаев, за исключением щенков и иммунодефицитных собак. Метастазы чаще возникают в ближайших лимфатических узлах, однако они также могут появляться на коже, в мозге, печени, селезёнке, семенниках и мышцах.
Успех этой клеточной линии, считающейся одной из самых длительно существующих и распространяющихся в природе линий клеток, может быть связан с особенностями размножения организма-хозяина. У собак один самец в течение жизни даёт начало нескольким десяткам помётов от разных самок, благодаря чему опухоль может быть передана гораздо большему числу самок, чем если бы вид-хозяин был моногамным.

## Иммунология
У собак может развиваться эффективный специфичный иммунный ответ против CTVT, приводящий к регрессии опухоли. Переход CTVT из фазы роста к фазе регрессии характеризуется инфильтрацией T-киллеров и других иммунных клеток в опухоль, подобно тому, как это происходит при реакции отторжения аллотрансплантанта. Даже в фазе активного роста CTVT происходит некоторая инфильтрация в опухоль Т-клеток (CD3-положительных), В-клеток (CD79B+-положительных), макрофагов (L1-положительных), а также В-клеток, способных к образованию антител IgG. При регрессии опухоли количество иммунных клеток (в частности, CD8+-T-клеток) в ней возрастает, достигая максимума в начале фазы регрессии. Натуральные киллеры (NK) и Т-киллеры, полученные от собак, иммунизированных клетками CTVT, в условиях in vitro убивают клетки CTVT, находящиеся в стационарной фазе и фазе регрессии, поэтому эти клетки тоже принимают участие в регрессии опухоли. Показано, что на стадии роста клетки CTVT не несут молекул главного комплекса гистосовместимости (МНС) и выделяют трансформирующий фактор роста-β (TGF-β), который подавляет Т-клетки и NK, а также предотвращает экспрессию МНС, препятствуя развитию иммунного ответа. Клетки CTVT покрываются антителами IgG, возможно, это обусловливает способность В-клеток и NK распознавать клетки CTVT, не экспрессирующие МНС. На стадии регрессии лимфоциты в опухоли выделяют интерлейкин 6 (IL-6), противодействующий TGF-β. Возрастает концентрация интерферона-γ (его выделяют NK), что приводит к запуску экспрессии МНС в клетках CTVT, и Т-клетки и NK начинают оказывать своё цитотоксическое действие на опухолевые клетки.

## Симптомы
У самцов опухоль поражает пенис и крайнюю плоть, у самок — вульву. В более редких случаях поражаются пасть и нос. По внешнему виду опухоль часть напоминает цветную капусту. Симптомами CTVT могут быть выделения из крайней плоти и, в некоторых случаях, задержка мочи, вызванная тем, что мочеиспускательный канал оказывается заблокированным. Признаками наличия опухоли в носу являются носовые свищи, носовые кровотечения и другие выделения из носа, распухание морды и увеличение подчелюстных лимфатических узлов.

## Лечение
Хирургическое лечение может быть затруднено из-за расположения опухолей; нередко после только хирургического лечения возникают рецидивы. Против CTVT очень эффективна химиотерапия, она обеспечивает полную ремиссию. Наиболее часто используемыми против CTVT химиотерапевтическими агентами являются винкристин, винбластин и доксорубицин. Если химиотерапия неэффективна, то может потребоваться радиотерапия.